# William Francis Kynaston Thompson
William Francis Kynaston Thompson OBE (Greenwich, 12 november 1909 - 6 juni 1980) was een Brits beroepsmilitair. Hij werd Sheriff genoemd.

## Levensloop
In 1932 ging Thompson naar India en kwam bij de Moimtain Battery. Hij diende in Razmak en Quetta. Hier werd hij enthousiast klimmer en hier kreeg hij zijn bijnaam Sheriff. Hij werd lid van de Himalayan Club en klom  veel in Quetta en in  Baltistan.
In 1936 keerde hij naar Engeland terug. In 1937 organiseerde hij het eerste Himalayan Club diner en trouwde hij met Rosemary Kate Foster.

### 1940-1945
In het begin van de oorlog raakte hij ten val waardoor bij enkele wervels beschadigde. Hierna kon hij niet meer klimmen, maar het verhinderde hem niet om commandant te zijn van de First Airlanding Light Regiment (luchtlandingstroepen van de Royal Artillery) waarmee hij in 1943 op Sicilië landde. 
Op 17 september om kwart voor 11 vertrokken de eerste vliegtuigen van de Thompson Force vanaf vliegveld Fairfield. Hij moest naar Arnhem om de intocht van de geallieerden mogelijk te maken. Tijdens Market Garden zat Thompson vooral in Oosterbeek. Zijn hoofdkwartier had hij in de Concertzaal aan de Rozensteeg. Op 19 september hoorde hij dat de parachutisten van het 1ste, derde en elfde bataljon en de 2nd South Staffords zijn richting uitkwamen en door de Duitsers achtervolgd werden. Ze waren in paniek en vluchtten naar het Westen, richting Oosterbeek. Toen de eerste twee jeeps weigerden te stoppen, liet Thompson de weg barricaderen. Vervolgens reed hij de vluchtende parachutisten tegemoet. Hij sprak hun commandant majoor Robert Henry Cain, waarna deze zijn mannen herorganiseerde. Nadat Thompson bij zijn eigen mannen terug was, liet hij eten en ammunitie naar majoor Cain brengen.
Toen de Duitsers op 20 september oprukten, moest Thompson zich terugtrekken naar de Oude Kerk aan de Benedendorpseweg in Oosterbeek. Op 21 september raakte Thompson gewond door een mortier waarna het commando over de glider-piloten werd overgedragen aan majoor Gex, de rest van de 'Thompson Force' kwam onder commando van majoor RTH Londsdale, er werd verder de 'Landsdale Force' genoemd. Hij werd krijgsgevangen genomen, zijn maagwond werd verzorgd en vervolgens werd hij naar Oflag IX-A/H in Spangenberg gebracht.

### 1945-1980
Na de oorlog werd hij General Staff Officer 1st grade van de 1st British Airborne Division. In 1950 was hij commandant van het 61st Light Regiment in Korea. In 1953 werd hij Commanding Officer en in 1954 Colonel General Staff. Zijn laatste functie was Commander Royal Artillery bij de 4th Infantry Division. 
Hij ging in 1959 met pensioen waarna hij defensie-correspondent werd van de Daily Telegraph. In die periode schreef hij over de Vietnamoorlog en bezocht hij Ladakh tijdens de Indo-China oorlog. Hij ontmoette daar veel oude vrienden en voelde zich thuis in zijn geliefde bergen. 
Hij was een boek aan het schrijven over de geschiedenis van de land- en zeemacht uit de 18de eeuw toen hij in juni 1980 overleed. 

## Onderscheidingen
- Officier in de Orde van het Britse Rijk, 1954
- Lid in de Orde van het Britse Rijk, 1940
- Bronzen Kruis vanwege Operatie Market Garden, 1947

## Publicaties
- An Ensign In The Peninsular War (brieven van John Aitchison)
- Internal Security: A Neglected Aspect of Defence, 1976 (seminar report)

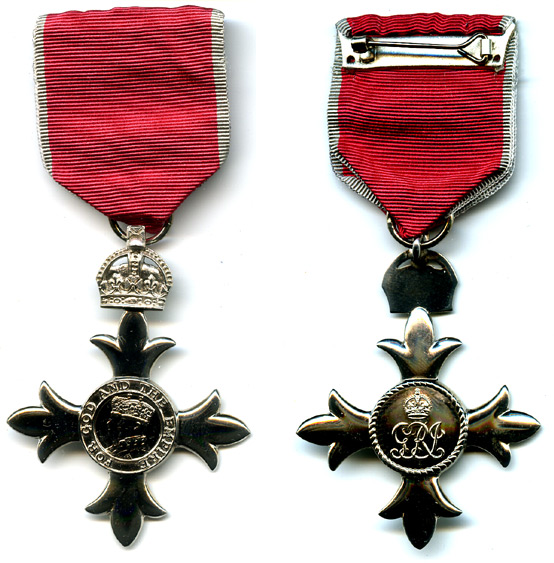
MBE
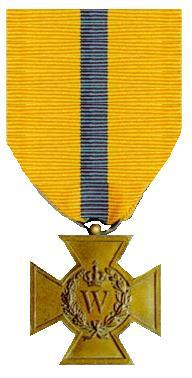
BK